# سة وتال
سة وتال هي قرية في مقاطعة سردشت، إيران. يقدر عدد سكانها بـ 141 نسمة بحسب إحصاء 2016.